# Aerotours Dominicano
Aerotours Dominicano est une compagnie aérienne disparue de Saint Domingue, dont la particularité a été d'être une des dernières au monde à exploiter des Lockheed L-1049C Super Constellation. 
Fondée en 1973 par Eduardo Fernandez sur l'aéroport Las Americas de Saint Domingue, Aerotours Dominicano a commencé ses opérations comme transporteur cargo à la demande en Amérique Centrale et dans les Caraïbes en 1974 avec un unique Lockheed L-1049C Super Constellation. Un Convair 240 fut rapidement remplacé par un second Super Constellation.